# Brigade étrangère
Brigade étrangère est le surnom donné à la 2e brigade de la 5e division de l'armée d'Orient en 1854 lors de la campagne de Crimée.
Cette brigade était formée, entre autres par :
- le 1er Régiment étranger ;
- le 2e Régiment étranger.

Elle était placée, lors du débarquement sur la presqu'île de Gallipoli par le général Carbuccia. Mais celui-ci mourut le 17 juillet 1854 du choléra.